# Philip Kutzko
Philip Caesar Kutzko (Brooklyn, 24 de novembro de 1946) é um matemático estadunidense, que trabalha com teoria dos números e teoria de representação (programa Langlands). 
Kutzko estudou matemática na City College of New York com o grau de bacharel em 1967 e na Universidade do Wisconsin-Madison, onde obteve em 1968 um mestrado e em 1972 um doutorado, orientado por Donald McQuillan, com a tese The characters of the binary-modular congruence groups. No pós-doutorado foi de 1972 a 1974 instrutor na Universidade de Princeton, e a partir de 1974 professor assistente, em 1977 professor associado e em 1980 professor na Universidade de Iowa.
Foi palestrante convidado do Congresso Internacional de Matemáticos em Berkeley (1986: On the supercuspidal representations of {\displaystyle GL_{n}} and other p-adic groups).

## Obras
- com Colin Bushnell The admissible dual of GL(N) via compact open subgroups, Annals of Math. Studies 129, Princeton University Press 1993